# Europese kampioenschappen kunstschaatsen 1932
De Europese Kampioenschappen kunstschaatsen 1932 was de 31e editie voor de mannen en de derde editie voor de vrouwen en paren van het jaarlijks evenement dat georganiseerd wordt door de Internationale Schaatsunie (ISU).
Alle drie de kampioenschappen vonden voor het eerst plaats in één gaststad. Plaats van handeling was de Franse hoofdstad Parijs. Het waren de eerste kampioenschappen kunstrijden die in Frankrijk werden gehouden.

## Historie
De Duitse en Oostenrijkse schaatsbond, verenigd in de "Deutscher und Österreichischer Eislaufverband", organiseerden zowel het eerste EK Schaatsen voor mannen als het eerste EK Kunstschaatsen voor mannen in 1891 in Hamburg, in toen nog het Duitse Keizerrijk, nog voor het ISU in 1892 werd opgericht. De internationale schaatsbond nam in 1892 de organisatie van het EK kunstschaatsen over. In 1895 werd besloten voortaan het WK kunstschaatsen te organiseren en kwam het EK te vervallen. In 1898, na twee jaar onderbreking, vond toch weer een herstart plaats van het EK kunstschaatsen.
De vrouwen en paren zouden vanaf 1930 jaarlijks om de Europese titel strijden. De ijsdansers streden vanaf 1954 om de Europese titel in het kunstschaatsen.

## Deelname
Er namen deelnemers uit acht landen deel aan deze kampioenschappen. Zij vulden 21 startplaatsen in de drie disciplines in. Frankrijk was het dertiende land dat op de EK kunstschaatsen werd vertegenwoordigd, er werden vijf startplaatsen door Frankrijk ingevuld.
Voor België kwam Yvonne de Ligne-Geurts voor de derde keer uit in het vrouwentoernooi.
(Tussen haakjes het totale aantal startplaatsen over de disciplines.)
| Oostenrijk (9) Frankrijk (5) Verenigd Koninkrijk (2) Duitsland (1) | België (1) Italië (1) Noorwegen (1) Zweden (1) |

## Medaille verdeling
Bij de mannen veroverde Karl Schäfer zijn vierde Europese titel opeenvolgend. Het was zijn zesde medaille, in 1927 werd hij derde en 1928 werd hij tweede. Voor Ernst Baier op de tweede plaats was het zijn tweede EK medaille, ook in 1931 werd hij tweede. Debutant Erich Erdös veroverde de bronzen medaille.
Bij de vrouwen prolongeerde Sonja Henie haar in 1931 veroverde Europese titel. Fritzi Burger veroverde net als in 1931 de tweede plaats, het was haar derde medaille, in 1930 werd ze Europees kampioene. Vivi-Anne Hultén werd net als op het eerste EK in 1930 weer derde.
Het op het EK debuterende Franse paar Andrée Brunet-Joly / Pierre Brunet veroverden de Europese titel. Ze waren de wereldkampioenen bij de paren in 1926, 1928 en 1930 en de Olympische kampioenen van 1928. Het was de eerste EK medaille voor Frankrijk bij het kunstschaatsen. Lilly Gaillard / Willy Petter namen dit jaar de tweede positie in, in 1931 werden ze derde. Idi Papez / Karl Zwack werden derde.
| Discipline | Goud                               | Zilver                        | Brons                  |
| ---------- | ---------------------------------- | ----------------------------- | ---------------------- |
| Mannen     | Karl Schäfer                       | Ernst Baier                   | Erich Erdös            |
| Vrouwen    | Sonja Henie                        | Fritzi Burger                 | Vivi-Anne Hultén       |
| Paren      | Andrée Brunet-Joly / Pierre Brunet | Lilly Gaillard / Willy Petter | Idi Papez / Karl Zwack |

## Uitslagen
| Goud   | Karl Schäfer (6)  | Vlag van Oostenrijk |   |
| Zilver | Ernst Baier (4)   | Vlag van Duitsland  |   |
| Brons  | Erich Erdös       | Vlag van Oostenrijk |   |
| 4      | Hugo Distler (4)  | Vlag van Oostenrijk |   |
| 5      | Otto Hartmann (2) | Vlag van Oostenrijk |   |
| 6      | Jean Henrion      | Vlag van Frankrijk  | 1 |
| 7      | Georges Torchon   | Vlag van Frankrijk  |   |

| Goud   | Sonja Henie (2)            | Vlag van Noorwegen           |  |
| Zilver | Fritzi Burger (3)          | Vlag van Oostenrijk          |  |
| Brons  | Vivi-Anne Hultén (3)       | Vlag van Zweden              |  |
| 4      | Hilde Holovsky (2)         | Vlag van Oostenrijk          |  |
| 5      | Liselotte Landbeck         | Vlag van Oostenrijk          |  |
| 6      | Yvonne de Ligne-Geurts (3) | Vlag van België              |  |
| 7      | Joan Dix                   | Vlag van Verenigd Koninkrijk |  |
| 8      | Gabi Clericetti            | Vlag van Frankrijk           |  |
| 9      | Reneé Volpato (2)          | Vlag van Italië (1861-1946)  |  |
| 10     | Jacqueline Vaudecrane      | Vlag van Frankrijk           |  |

| Er deden vier paren uit drie landen mee. Naast het Franse paar was ook het Britse paar het eerste paar dat voor hun land aan het EK deelnam. \| Goud \| Andrée Brunet-Joly Pierre Brunet \| Vlag van Frankrijk \| \| \| Zilver \| Lilly Gaillard (2) Willy Petter (2) \| Vlag van Oostenrijk \| \| \| Brons \| Idi Papez (2) Karl Zwack (2) \| Vlag van Oostenrijk \| \| \| 4 \| Lavender Ord MacKenzie \| Vlag van Verenigd Koninkrijk \| \| |                                     |                              |    |
| Paren |                                     |                              |    |
| # | naam (deelname)                     | land                         | pc |
| Goud | Andrée Brunet-Joly Pierre Brunet    | Vlag van Frankrijk           |    |
| Zilver | Lilly Gaillard (2) Willy Petter (2) | Vlag van Oostenrijk          |    |
| Brons | Idi Papez (2) Karl Zwack (2)        | Vlag van Oostenrijk          |    |
| 4 | Lavender Ord MacKenzie              | Vlag van Verenigd Koninkrijk |    |

Medaillewinnaars

Mannen · 
Vrouwen ·
Paren · 
IJsdansen

Toernooi

1891 · 
1892 · 
1893 · 
1894 · 
1895 · 
1896-1897 · 
1898 · 
1899 · 
1900 · 
1901 · 
1902-1903 · 
1904 · 
1905 · 
1906 · 
1907 · 
1908 · 
1909 · 
1910 · 
1911 · 
1912 · 
1913 · 
1914 · 
1915-1921 · 
1922 · 
1923 · 
1924 · 
1925 · 
1926 · 
1927 · 
1928 · 
1929 · 
1930 · 
1931 · 
1932 · 
1933 · 
1934 · 
1935 · 
1936 · 
1937 · 
1938 · 
1939 ·
1940-1946 · 
1947 · 
1948 · 
1949 · 
1950 · 
1951 · 
1952 · 
1953 · 
1954 · 
1955 · 
1956 · 
1957 · 
1958 · 
1959 · 
1960 · 
1961 · 
1962 · 
1963 · 
1964 · 
1965 · 
1966 · 
1967 · 
1968 · 
1969 · 
1970 · 
1971 · 
1972 · 
1973 · 
1974 · 
1975 · 
1976 · 
1977 · 
1978 · 
1979 · 
1980 · 
1981 · 
1982 · 
1983 · 
1984 · 
1985 · 
1986 · 
1987 · 
1988 · 
1989 · 
1990 · 
1991 · 
1992 · 
1993 · 
1994 · 
1995 ·
1996 · 
1997 · 
1998 · 
1999 · 
2000 · 
2001 · 
2002 · 
2003 · 
2004 · 
2005 · 
2006 ·
2007 ·
2008 ·
2009 ·
2010 ·
2011 ·
2012 ·
2013 ·
2014 ·
2015 ·
2016 ·
2017 ·
2018 ·
2019 ·
2020 ·
2021 · 
2022 · 
2023 · 
2024 · 
2025

WK kunstschaatsen ·
WK kunstschaatsen junioren ·
Viercontinentenkampioenschap ·
Olympische Spelen